# Ed Sheeran
Edward Christopher Sheeran (/ʃɪɹæn/; Halifax, Inglaterra, 17 de febrero de 1991), conocido como  Ed Sheeran, es un cantautor y músico británico. Desde niño comenzó a cantar en la iglesia a la que asistía y también aprendió a tocar la guitarra. A los 16 años abandonó la escuela secundaria, y se trasladó a Londres para proseguir una carrera artística. Después de publicar un EP de forma independiente a principios de 2011, captó la atención de Elton John quien lo puso en contacto con el sello Asylum Records y firmó un acuerdo de grabación. En septiembre de 2011 lanzó su álbum debut +, que tuvo un éxito comercial y en la lista musical de discos de Reino Unido. El álbum está encabezado por el sencillo «The A Team», que estuvo nominado a un Grammy por canción del año. En 2012 Sheeran ganó los galardones artista revelación británico y solista británico masculino en los Brit Awards. Actuó como telonero de Taylor Swift en su gira Red Tour durante varios meses de 2013. En 2014 optó al galardón mejor artista nuevo de los Premios Grammy.
Su segundo álbum x, de 2014, tuvo aún mayor éxito en ventas que su disco debut; se situó en la posición 1 del Billboard 200 de Estados Unidos y también en la lista de álbumes británica, y para febrero de 2016 había vendido diez millones de copias mundialmente. El sencillo «Thinking Out Loud» le valió los premios canción del año y mejor interpretación vocal pop solista en la edición 58 de los Premios Grammy.
Su tercer álbum ÷, de 2017, debutó en el número uno en el Reino Unido, vendiendo 672 000 unidades en su primera semana, convirtiéndolo en el álbum más vendido por un artista masculino en ese país y el tercer mayor debut detrás del disco 25 de Adele y Be Here Now de Oasis. También encabezó las listas de éxitos en 14 países, incluidos los Estados Unidos, Canadá y Australia. Todas las pistas del álbum se posicionaron en los primeros 20 de la lista de sencillos del Reino Unido en la semana del lanzamiento del álbum, debido principalmente a la transmisión a gran escala. Previamente se lanzaron las canciones «Castle on the Hill» y «Shape of You», que fueron publicados el 5 de enero de 2017, esto fue como una previa al lanzamiento de su tercer álbum de estudio. El álbum fue galardonado a Mejor Interpretación Vocal Pop en los Grammy 2018.
Su cuarto álbum =, lanzado en 2021, fue apoyado por los sencillos «Bad Habits», «Shivers» y «Overpass Graffiti», además de «Visiting Hours», lanzado como el único sencillo promocional. Recibió críticas mixtas de críticos musicales.
Desde 2024 es accionista del Ipswich Town Football Club.

## Biografía y carrera

### 1991-2005: infancia
Edward Christopher Sheeran nació el 17 de febrero de 1991 en Halifax, una ciudad en Yorkshire del Oeste, y creció en Framlingham, una localidad en el condado de Suffolk en Inglaterra. Es de ascendencia irlandesa por parte de su padre; tiene un hermano mayor llamado Matthew, que estudió música en la universidad y trabaja como compositor de música clásica. Sheeran es hijo de John, un profesor de arte, quien trabajó como un conservador de museo en la década de los ochenta, y de Imogen, una publicista de cultura y diseñadora de joyas. En 1990 sus padres fundaron una consultora de arte independiente llamada Sheeran Lock, que funcionó hasta 2010. Por cuestiones de trabajo, John e Imogen viajan constantemente por varias ciudades de Inglaterra, y en el traslado solían tocar música. Sheeran recuerda que en su niñez escuchaba discos de Bob Dylan y Eric Clapton, y que el álbum Irish Heartbeat (1988), de Van Morrison, lo indujo a la música. A los cuatro años Sheeran comenzó a cantar en el coro de la iglesia local, y a los once a tocar la guitarra. Con catorce años realizó sus primeras composiciones musicales mientras estudiaba en la Thomas Mills High School en Framlingham. Es un egresado de la Youth Music Theatre UK y de la Access to Music, donde recibió lecciones de desarrollo artístico. Él también recibió formación actoral en el National Youth Theatre de Londres.

### 2005-2011: inicios como cantante
En 2005, aún en la escuela secundaria, comenzó a grabar música y publicó su extended play (EP) debut The Orange Room de forma independiente. Cuando tenía quince años conoció a Passenger y juntos llevaron a cabo varios conciertos en Cambridge. Entre 2006 y 2007 Sheeran lanzó dos álbumes de estudio, y en 2008, a los dieciséis años, abandonó la escuela secundaria y se mudó a Londres para perseguir una carrera artística. Al establecerse en la ciudad de Londres empezó a realizar pequeñas actuaciones musicales en las noches de micrófono abierto. En 2008, con intenciones de ser un actor, Sheeran hizo una prueba para la serie Britannia High, de ITV1; pero al ser rechazado, decidió enfocarse en la música. Sheeran era el técnico de guitarra de una banda llamada Nizlopi, para la que además actuó como telonero en varias ocasiones. En 2009 lanzó un EP titulado You Need Me, antes de embarcarse en una gira musical con Just Jack. En febrero de 2010 Sheeran publicó un videoclip de la canción «You Need Me, I Don’t Need You» en el SB.TV, y en marzo del mismo año lanzó el EP Loose Change (2010) que incluyó su sencillo debut «The A Team».

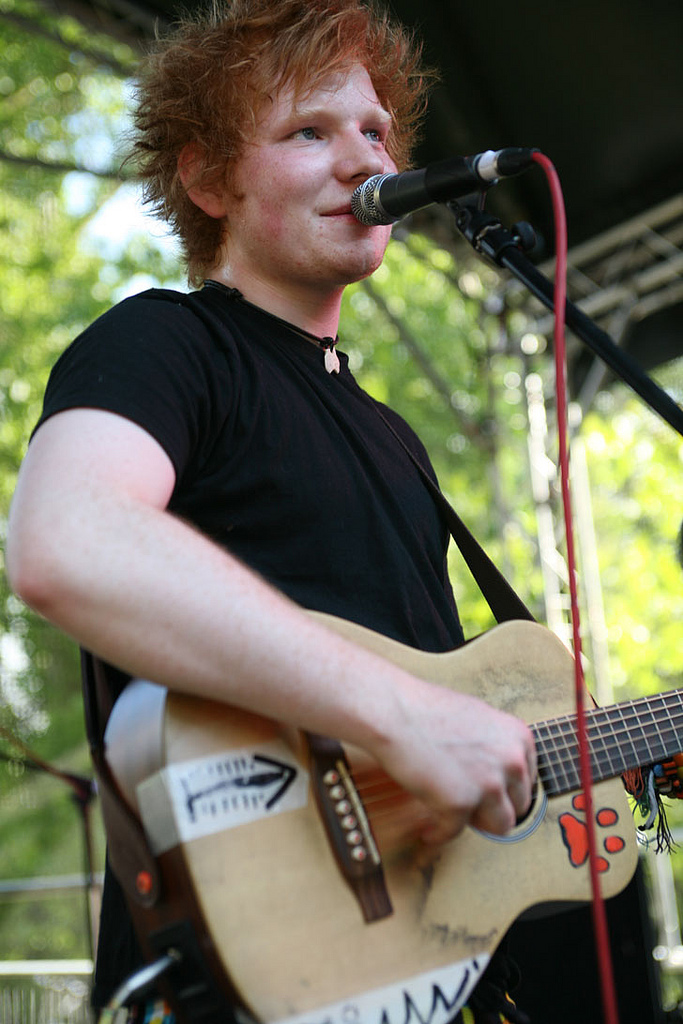
Sheeran durante una presentación en 2010.

A principios de 2010, agobiado por la monotonía de hacer las mismas actuaciones musicales en Inglaterra, decidió realizar un viaje a Los Ángeles por un mes con el propósito de seguir con sus actividades musicales. Al llegar a la ciudad, el artista realizó un concierto en Inglewood, que contó con buenas reacciones del público. En el espectáculo se encontraba la encargada de la noche de micrófono abierto de Jamie Foxx, quien lo invitó a actuar para ellos en un local y después de realizar su puesta en escena, llamó la atención del mánager del actor Foxx, y al abordarlo reservó una actuación para Sheeran en el programa de radio The Foxxhole de Foxx, quien luego del programa le dio alojamiento en su casa en Hollywood y además permitió al artista utilizar su estudio de grabación. Durante el 2010 Sheeran empezó a ganar notoriedad a través de la Internet y YouTube, y su base de fanáticos creció. Después de regresar a Reino Unido, el vídeo de «You Need Me, I Don't Need You» se volvió viral en la Internet y regularmente se emitía en el canal SB.TV; donde fue visto por el rapero Example, y al quedar fascinado, invitó a Sheeran a actuar con él en una serie de espectáculos musicales que llevaría a cabo por el Reino Unido en octubre de 2010.
Aún sin firmar un contrato discográfico, a inicios de enero de 2011 puso a la venta el EP No. 5 Collaborations Project que cuenta con la participación vocal de artistas como Wiley, Jme, Devlin, Sway y Ghetts. El extended play se convirtió un éxito en el Reino Unido al entrar en el puesto número 2 del listado de los álbumes más descargados de iTunes y en el puesto 46 de la lista de álbumes de música británica sin ninguna promoción. Después del éxito que generó el EP en el Reino Unido, Sheeran atrajo la atención de Elton John, quien llamó al artista y lo puso en contacto con su sello discográfico Atlantic Records, y se concretó un acuerdo de grabación. Luego de haber obtenido el contrato con Atlantic, Sheeran anunció un concierto gratuito en el barrio londinense de Camden Town. Al espectáculo se presentaron más de 1000 aficionados, y debido al tamaño del recinto, el artista realizó tres conciertos seguidos en el espacio y uno al aire libre después de haber cerrado el local para sus aficionados. Sheeran a principios de 2011 también firmó un acuerdo de grabación con Asylum Records.

### 2011-2013: éxito internacional con+
En junio de 2011 se publicó el sencillo debut del artista con una discográfica, «The A Team», después de haber sido estrenado en el programa de televisión británico Later... with Jools Holland, de BBC, a finales de abril del mismo año. «The A Team» entró en el tercer puesto de la lista de sencillos británica por 57 607 copias vendidas en su primera semana. El tema también obtuvo posiciones favorables entre los diez principales de los ránquines de popularidad de Australia, Alemania, Irlanda, Nueva Zelanda y Países Bajos, entre otros. En los Estados Unidos «The A Team» alcanzó la posición número 16 en la Billboard Hot 100. Al culminar el 2011, «The A Team» figuró como el octavo sencillo más vendido del año por 801 000 copias. En junio Sheeran actuó como el artista principal en el escenario del BBC Introducing y en el Festival de Glastonbury de 2011.
Su álbum de estudio debut, + (leído plus), salió a la venta el 12 de septiembre de 2011 en el Reino Unido, y se convirtió en un éxito al ingresar en la posición número 1 de la lista de álbumes británica por ventas superiores a las 100 000 copias. El álbum tuvo una buena recepción comercial en el territorio británico durante el 2011 al aparecer como el noveno más vendido del año con 791 000 unidades, y para el año siguiente tuvo aun mayor éxito en ventas en el Reino Unido tras aparecer como el tercero con la mayor cantidad de copias vendidas durante el 2012, con 784 000 unidades, solo detrás de Our Version of Events de Emeli Sandé y 21 de Adele, respectivamente. En 2015 +, a cuatro años de su publicación, tuvo un resurgimiento en ventas al posicionarse como el disco número treinta y ocho más vendido del año. Para junio de 2015 + había vendido 1 958 000 copias en el Reino Unido, por lo que para ese entonces era el sexto álbum más vendido de la primera mitad de la década de 2010  y el disco número cuarenta y cuatro más vendido del siglo XXI en el Reino Unido. + también tuvo un éxito similar en otros países de Europa y Oceanía al situarse en el primer puesto de las listas musicales de Irlanda, Australia y Nueva Zelanda. En los Estados Unidos + alcanzó el puesto número 5 de la Billboard 200.
En los Brit Awards 2012 ganó los galardones artista revelación británico y solista británico masculino, asimismo optó a los premios álbum británico por + y sencillo británico por «The A Team», respectivamente. Desde finales de marzo hasta mayo de 2012 Sheeran actuó como telonero para Snow Patrol en su gira Fallen Empires Tour por los Estados Unidos. En agosto de 2012 Sheeran realizó una actuación musical en el cierre de los Juegos Olímpicos de Londres de 2012 interpretando una versión de la canción «Wish You Were Here» de Pink Floyd.

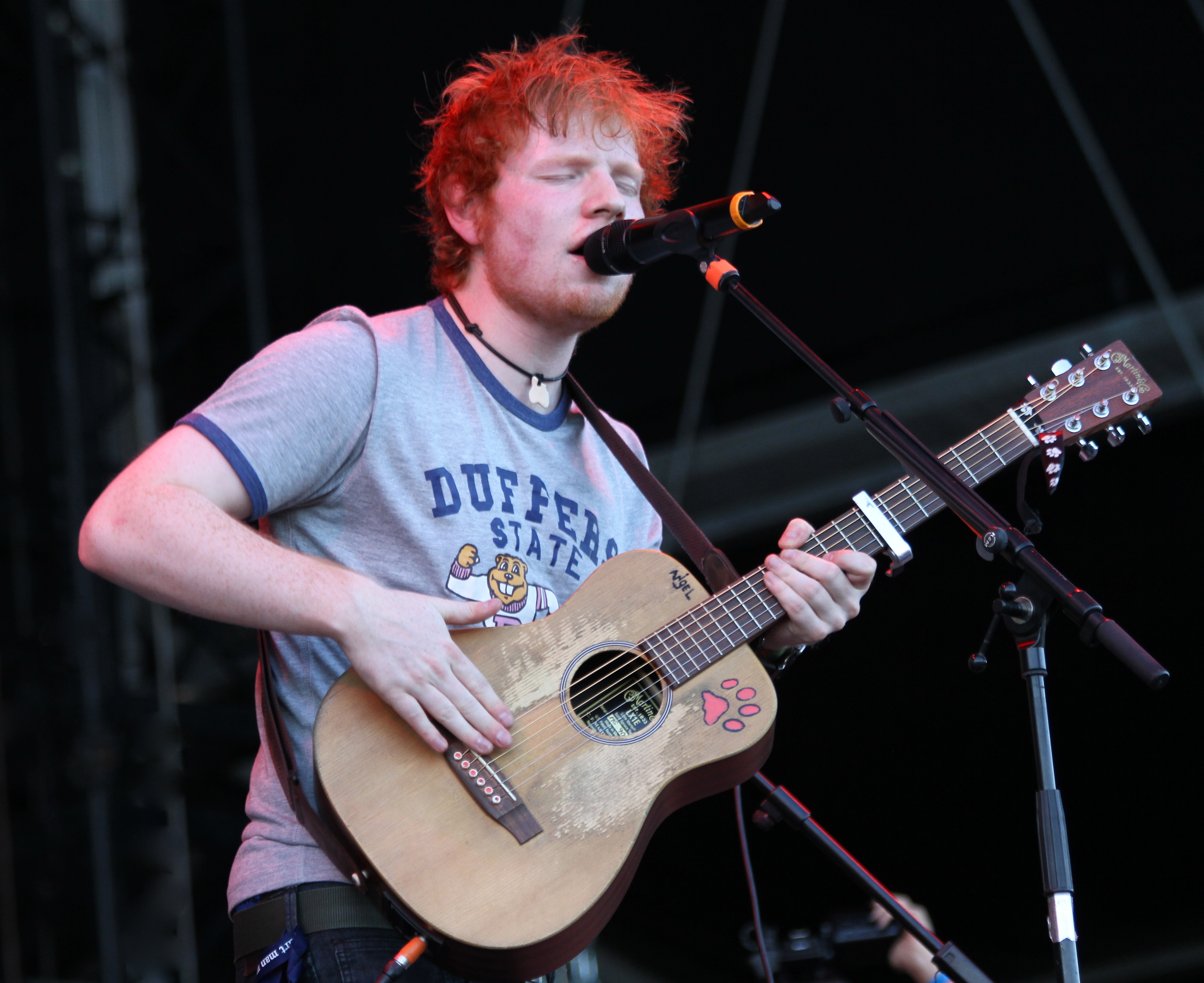
Sheeran en el Frequency Festival en agosto de 2012.

En 2012 después de enterarse de que Taylor Swift estaba en el proceso de composición de su cuatro álbum de estudio, Red (2012), mientras llevaba a cabo una gira musical por Australia, mostró interés en trabajar con ella. Asimismo Swift descubrió su música mientras estaba de gira por el mismo territorio, así cuando Sheeran realizó un espectáculo musical en Nashville, Estados Unidos, en 2012 el mánager de la artista asistió al concierto y se reunió con Sheeran para proponer una alianza entre ambos intérpretes; a partir de ello Sheeran y Swift comenzaron una relación profesional, y coescribieron su dueto «Everything Has Changed» que se lanzó como un sencillo de Red. Sheeran también contribuyó en dos canciones para el segundo álbum de estudio de One Direction, Take Me Home, lanzado en noviembre de 2012, una de ellas llamada «Little Things», que se publicó como un corte del disco y tuvo un éxito en el Reino Unido al obtener el puesto número 1 de la lista de sencillo británica. Entre finales de 2012 y principios de 2013 Sheeran realizó una gira musical por los Estados Unidos.

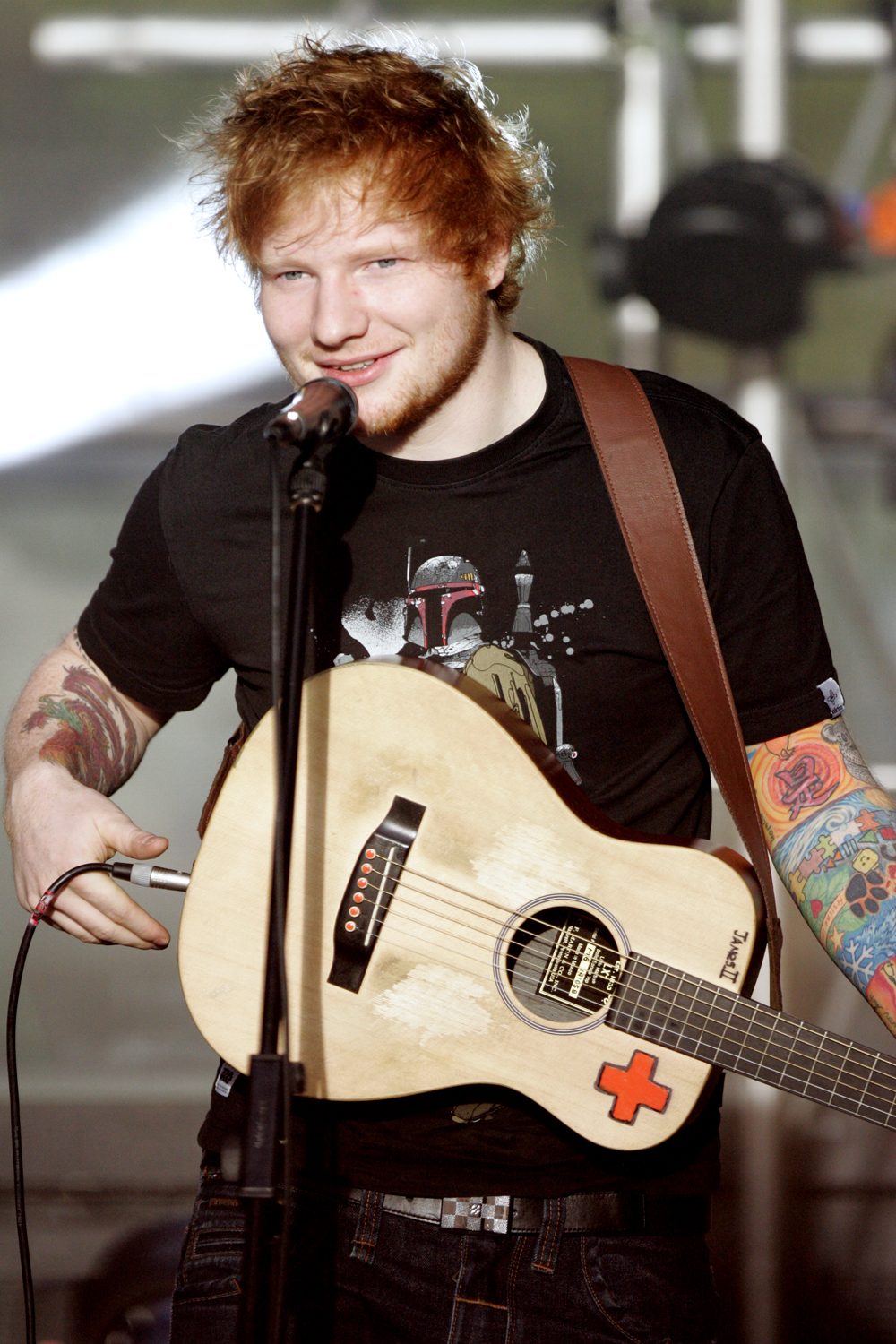
Sheeran en 2013.

The A Team recibió una nominación a la canción del año en la 55.ª ceremonia de los Premios Grammy. Elton John, quien apoyó al artista desde su revelación en 2011, propuso a los organizadores de los grammy incluir una actuación musical del artista en la ceremonia; pero, inicialmente rechazaron su propuesta alegando que Sheeran aún no era notorio como para actuar en solitario, por lo cual John decidió realizar una puesta en escena con Sheeran para eludir el inconveniente, así interpretaron a «The A Team» el 10 de febrero en dicha ceremonia de premiación. Desde marzo a septiembre de 2013 Sheeran actuó como telonero de Taylor Swift en la etapa norteamericana de su gira musical Red Tour, que contó con más de sesenta y cuatro conciertos. En noviembre de 2013 Sheeran publicó el sencillo «I See Fire», que está incluida en la banda sonora de la película El hobbit: la desolación de Smaug. «I See Fire» entró en el primer puesto de las listas de sencillos de Noruega, Nueva Zelanda y Suecia, y en las quince primeras posiciones de los ránquines de éxitos de Reino Unido, Alemania, Austria, Dinamarca, Finlandia, entre otros.

### 2014-2016: récords y fama mundial conX
A principios de 2014 estuvo nominado al mejor artista nuevo en la edición 56 de los Premios Grammy. Asimismo optó al galardón álbum del año por su colaboración en el cuarto disco de Taylor Swift, Red (2012). El 1 de junio de 2014 se puso en venta en el Reino Unido a «Sing» como el sencillo principal de su segundo álbum, × coescrito por el intérprete junto con Pharrell Williams, quien además lo produjo. «Sing» tuvo un éxito en el Reino Unido, donde se convirtió en el primer tema de Sheeran que obtuvo el puesto número 1 de la lista de sencillos de dicho país.
El 23 de junio de 2014 los sellos discográficos de Sheeran lanzaron al mercado musical su segundo álbum de estudio, × (leído multiply). Tras publicación, × entró en la posición número uno en más de diez listas de éxitos de varios países, entre los que incluye Australia, Alemania, Estados Unidos, Irlanda y Reino Unido. En el Reino Unido × pasó a ser el segundo disco número 1 de Sheeran en la lista de álbumes británica; en total, X ingresó en el puesto número 1 del ranquin de álbumes británico doce veces. × figuró como el álbum más vendido de 2014 en el Reino Unido por 1 689 000 copias y durante el 2015 también tuvo un gran éxito comercial al culminar el año como el segundo álbum más vendido, con 971 000 unidades, solo detrás de 25 de Adele. En total, × vendió 2,66 millones de copias en el Reino Unido, por lo cual se considera el quinto álbum más vendido de la década de 2010 y el disco número treinta y nueve más vendido del siglo XXI en el Reino Unido; en reconocimiento a sus ventas la British Phonographic Industry (BPI) lo certificó ocho veces platino. En los Estados Unidos, × fue el primer álbum de Sheeran que se situó en la posición número 1 del Billboard 200. En el informe de ventas de discos de 2015 en los Estados Unidos, × figuró como el cuarto disco más vendido del año con 1,16 millones de copias, y para enero de 2016 contaba con más de 2,21 millones de copias en dicho país; la RIAA lo certificó dos veces platino. × obtuvo cuatro sencillos entre los veinte principales de la lista de éxitos estadounidense Billboard Hot 100: «Photograph», en la posición número 10, «Sing» en la 13, «Don't» en el puesto 9 y «Thinking Out Loud» en la número 2, respectivamente. La Federación Internacional de la Industria Fonográfica —o IFPI por las iniciales de su nombre en inglés, International Federation of the Phonographic Industry— desveló que × vendió 4,4 millones de copias durante 2014, lo que lo convirtió en el tercer álbum más vendido de dicho año. Para febrero de 2016 × había vendido diez millones de copias mundialmente.

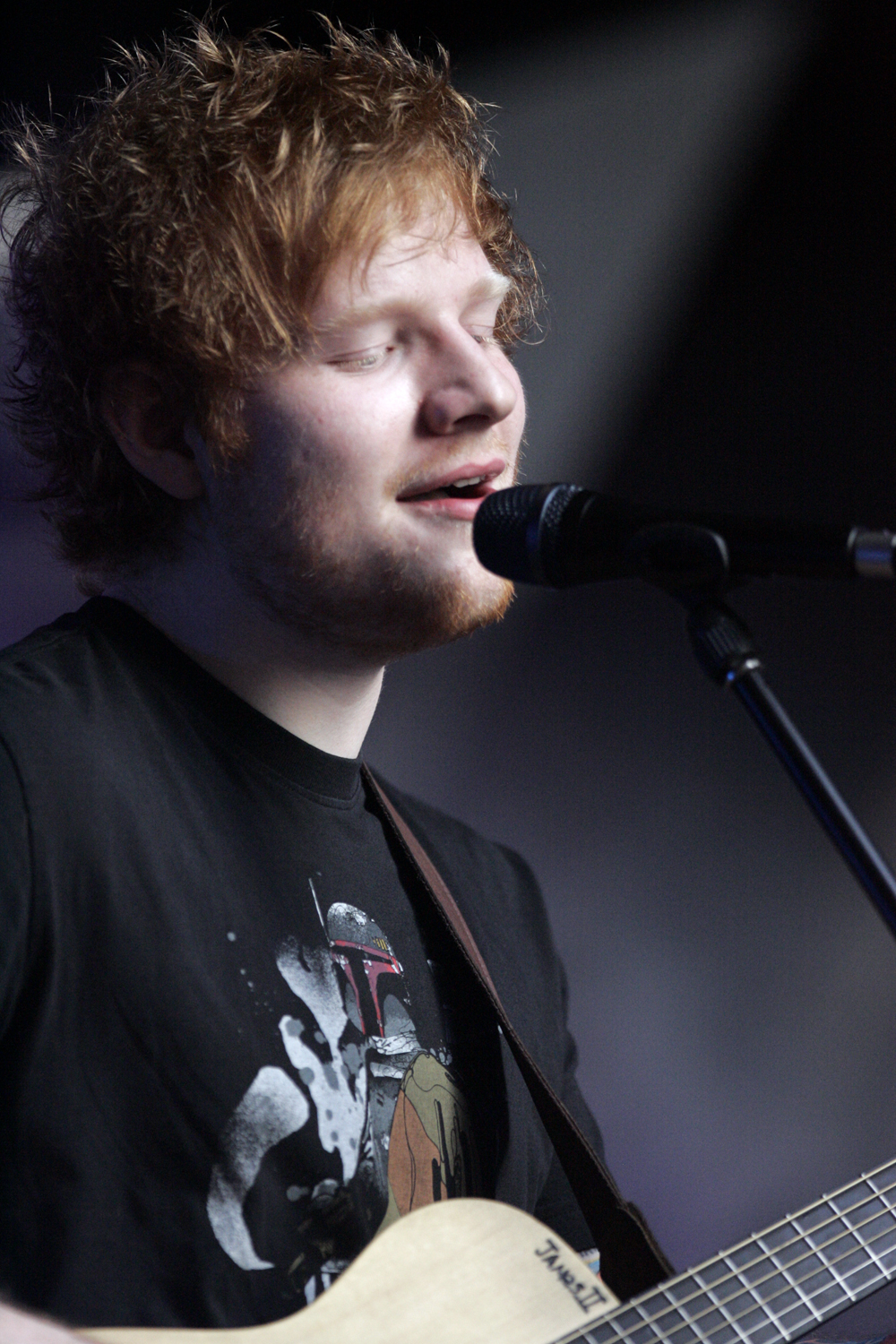
Según la IFPI, Sheeran fue el tercer artista con más ventas discográficas en 2014 y el segundo en 2015, respectivamente.

Desde agosto de 2014 hasta diciembre de 2015 estuvo embarcado en su segunda gira musical x Tour en apoyo a su segundo álbum, ×, por Europa, América, Asia y Oceanía; el intérprete, por primera vez, realizó conciertos en países de Sudamérica como Argentina, Colombia, Brasil, Chile y Perú. El segundo sencillo de ×, «Don't», se lanzó en agosto de 2014; que se dice que está inspirado en el amorío entre Ellie Goulding y Niall Horan, de One Direction pero nunca se llegó a confirmar realmente.
A finales de septiembre de 2014 publicó a «Thinking Out Loud» como el tercer corte de ×. El tema tuvo un éxito en varios países al entrar en el primer puesto de los ránquines de popularidad de sencillos de Australia, Irlanda, Nueva Zelanda, Portugal, Países Bajos y Reino Unido, entre otros. Asimismo se situó entre las cinco principales de los listados de Canadá, Estados Unidos y España. «Thinking Out Loud» ingresó en el primer puesto del listado de sencillos británica diecinueve veces, la mayor duración en la número uno de dicho ranquin de éxitos, por lo cual obtuvo una mención en el Guinness World Records. En los Estados Unidos «Thinking Out Loud» se situó en el puesto número 2 del Billboard Hot 100 por ocho semanas, solo detrás de «Uptown Funk» de Mark Ronson con Bruno Mars, y para finales de julio de 2015 había vendido más de 4,3 millones de copias en el territorio estadounidense. En el informe de ventas de sencillos de 2015 en Estados Unidos, «Thinking Out Loud» apareció como el segundo más vendido.
En 2014, el catálogo de Sheeran en Spotify obtuvo 860 millones de descargas continuas, por lo cual Spotify nombró a Sheeran el artista más escuchado del año y × como el álbum más escuchado, respectivamente. El 8 de febrero de 2015 interpretó el tema «Thinking Out Loud» en la edición 57 de los Premios Grammy con Questlove, Herbie Hancock y John Mayer; ceremonia en la que optó a los premios álbum del año y mejor álbum de pop vocal por ×. El 25 de febrero Sheeran ganó los premios solista británico masculino y álbum británico por × en los Brit Awards 2015. y en mayo recibió el galardón compositor del año en los Premios Ivor Novello 2015. El 27 de junio de 2015 Sheeran actuó como telonero para The Rolling Stones en un concierto en el estadio Arrowhead de Kansas City como parte de su gira Zip Code Tour. A inicios de julio de 2015 el artista realizó tres conciertos consecutivos con estradas agotadas en el estadio de Wembley en Londres, que formaban parte de su segunda gira mundial. El 16 de agosto de 2015 se emitió un especial televisivo del concierto titulado Ed Sheeran – Live at Wembley Stadium a través de la NBC. Sheeran y Ruby Rose fueron anfitriones de la entrega de los premios MTV Europe Music 2015 que se celebró el 25 de octubre de 2015; él ganó los premios a mejor actuación en directo y mejor world stage por sus espectáculos en el V Festival y Hylands Park en Reino Unido en el año 2014, respectivamente. Según el informe de ventas discográficas de la IFPI de 2015, Sheeran fue el segundo artista con más ventas del año, solo detrás de Adele. El cantante coescribió «Love Yourself» para el álbum Purpose (2015) de Justin Bieber que, al entrar en el puesto número 1 del Billboard Hot 100, se convirtió en la primera canción en la que Sheeran participó como compositor y llegó a dicha posición.
En los Premios Grammy de 2016 ganó los galardones canción del año y mejor interpretación de pop vocal solista por «Thinking Out Loud». El artista también fue candidato a los premios grabación del año y álbum del año por su colaboración en el disco Beauty Behind the Madness del cantante The Weeknd, respectivamente.

### 2016-2018: pausa musical y÷
El 13 de diciembre de 2016, después de un año de pausa y descanso en las redes sociales, Sheeran tuiteó una foto y cambió su Twitter, Facebook e Instagram a un azul claro, lo que implicaba el lanzamiento de un nuevo álbum: cada uno de los álbumes anteriores de Sheeran tenía un fondo de un solo color y con un símbolo matemático sólido. El 2 de enero, publicó un video de 10 segundos en Twitter y otras redes sociales que mostraba cuál era el diseño de la portada de su próximo álbum titulado ÷ (pronunciado "divide") que fue lanzado el 3 de marzo de 2017. El álbum debutó en el número uno en el Reino Unido, Estados Unidos, Alemania, Australia, Canadá y otros mercados importantes. Con ventas en la primera semana de 672.000, es el álbum más vendido de un solista masculino en el Reino Unido y el tercero más rápido en la historia de las listas británicas detrás de 25 de Adele y Be Here Now de Oasis. Tuvo las mayores ventas de la primera semana de 2017 en los EE. UU., hasta que fue superado por Reputation de Taylor Swift.
El 6 de enero de 2017, Sheeran lanzó dos sencillos, "Shape of You" y "Castle on the Hill"; este último sencillo, Sheeran narra su infancia en su ciudad natal de Framlingham en Suffolk, y el castillo al que hace referencia es Castillo de Framlingham. Ambos sencillos rompieron el récord de reproducción en su primer día en Spotify, con un total combinado de más de 13 millones de reproducciones en 24 horas. El 13 de enero, "Shape of You" y "Castle on the Hill" entraron en la lista de sencillos del Reino Unido en el número uno y el número dos, la primera vez en la historia que un artista debutó en las dos primeras posiciones en la lista del Reino Unido con nuevas canciones. El mismo día también se convirtió en el primer artista en debut en el número uno y el número dos en las listas alemanas de sencillos. El 15 de enero, las canciones debutaron en el número uno y el número dos en el ARIA Singles Chart, la primera vez que esto se logra en la historia del chart australiano. El 17 de enero, "Shape of You" debutó en el número uno en el Billboard Hot 100 de Estados Unidos, mientras que "Castle on the Hill" entró en el número seis; esto convirtió a Sheeran en el primer artista en tener dos canciones debutando simultáneamente en el top 10 de EE. UU.
El 26 de enero, Sheeran anunció las fechas para el comienzo de su gira '"÷ Tour" con espectáculos en Europa, América del Sur y América del Norte desde el 17 de marzo hasta el 14 de junio de 2017. El cuarto sencillo de ÷, "Perfect", alcanzó el número uno en el Reino Unido y Australia. , y una versión acústica simplificada de la canción titulada "Perfect Duet", junto con Beyoncé, alcanzó el número uno en los Estados Unidos y el Reino Unido, convirtiéndose en el número uno del año en Navidad en el Reino Unido. El 7 de noviembre, Taylor Swift reveló que Sheeran colaboraría en la canción "End Game" para su sexto álbum de estudio: "Reputation". La canción, en la que también colabora Future, fue lanzada el 10 de noviembre de 2017.

### 2019-2020:No.6 Collaborations Project
El 10 de mayo de 2019, Sheeran lanzó el sencillo «I Don't Care», un dúo junto con Justin Bieber, de su cuarto álbum de estudio No. 6 Collaborations Project. En Spotify, "I Don't Care" debutó con 10,977 millones de transmisiones globales diarias, rompiendo el récord de transmisión de un solo día de la plataforma. La canción debutó en el número uno en el Reino Unido, Australia y otros mercados, y en el número dos en los Estados Unidos. El 31 de mayo, lanzó «Cross Me» con Chance the Rapper y PnB Rock, debutó en el número 9 en el Reino Unido. El tercer sencillo fue publicado el 28 de junio de 2019, «Beautiful People» junto a Khalid; el cual, debutó en el número 3 en el Reino Unido y en el número 4 en Australia. El 5 de julio, Sheeran lanzó dos nuevas canciones, «Best Part of Me» con Yebba y «Blow» con Bruno Mars y Chris Stapleton. 
El 12 de julio, lanzó el álbum, junto con «Antisocial» con Travis Scott. El álbum debutó en el número uno en el Reino Unido, Estados Unidos, Australia y otros mercados. Al 9 de agosto de 2019, sus cuatro álbumes habían pasado un total de 41 semanas en el número uno en el Reino Unido, la mayor cantidad de semanas en el número uno en las listas de álbumes del Reino Unido en la década de 2010, cinco semanas más que Adele quedando en segundo lugar. El 26 de agosto, Sheeran concluyó el «÷ Tour» de más 260 espectáculos por todo el mundo, con el último de cuatro conciertos de bienvenida en Ipswich, Suffolk. El 30 de agosto, el séptimo sencillo del álbum, «Take Me Back to London» con Stormzy, alcanzó el número uno en el Reino Unido.

### 2021-presente
El 25 de junio de 2021, Sheeran lanzó «Bad Habits», el sencillo principal de su próximo quinto álbum de estudio. El álbum llevará como nombre "=" (leído equals). El 19 de agosto de 2021, lanzó «Visiting Hours» como segundo sencillo del álbum. El 10 de septiembre estreno su tercer sencillo, titulado «Shivers».

## Arte

### Influencias y voz
Sheeran cita a Damien Rice, Nizlopi, Eminem, Bob Dylan y The Beatles como sus más grandes influencias. Él comenta que después de asistir a un pequeño concierto de Damien Rice en Dublín en su adolescencia, se inspiró a realizar composiciones, por lo cual considera a Rice una de sus «principales fuentes de inspiración». El artista dice amar a los álbumes Justified y FutureSex/LoveSounds de Justin Timberlake, que en parte tomó como referencia para componer el tema «Sing». Afirma que le «encanta» Irish Heartbeat de Van Morrison y The Chieftains, y alega ser un aficionado a la música de Morrison desde niño. Nombró a «Cannonball», de Damien Rice, «Layla» de Derek and the Dominos, «Stan» de Eminem, «Ricky» de The Game, «Irish Heartbeat» de Van Morrison and the Chieftains, «Guiding Light» de Foy Vance, «Do You Remember» de Jarryd James, «White Foxes» de Susanne Sundfør y «A Million Miles Away» de Rory Gallagher como sus canciones favoritas de todos los tiempos, que en algún momento de su vida influyeron en su arte.
El sonido de su álbum debut, +, está influenciado por el hip hop y la música acústica, y las letras de las canciones del disco hablan acerca de las personas que el artista conoció durante sus viajes y también situaciones de la vida. Sheeran tiene una voz de tenor.

## Vida personal
Sheeran se casó en enero de 2019 con Cherry Seaborn. El 1 de septiembre de 2020, la pareja tuvo a su primera hija, Lyra Antartica Seaborn Sheeran. Y dos años después, el 19 de mayo de 2022, dieron la bienvenida a su segunda hija, el 24 de septiembre del 2021, después de haber lanzado su quinto álbum, dio positivo al COVID-19, el 1 de marzo de 2023, reveló que su esposa estando embarazada, le detectaron un tumor y que tras algunos tratamientos, por ahora se encuentra bien de salud.
Sheeran es reconocido fanático y patrocinador del Ipswich Town equipo que ascendió a la Premier League.

## Filmografía
| Año  | Título                                         | Papel             | Notas                               | Ref(s)  |
| ---- | ---------------------------------------------- | ----------------- | ----------------------------------- | ------- |
| 2014 | Shortland Street                               | Él mismo          |                                     | [ 109 ] |
| 2015 | Undateable                                     | Él mismo          |                                     | [ 110 ] |
| 2015 | Home and Away                                  | Teddy             |                                     | [ 111 ] |
| 2015 | The Bastard Executioner                        | Sir Cormac        | 5 episodios                         | [ 112 ] |
| 2015 | Jumpers for Goalposts: Live at Wembley Stadium | Él mismo          | Concierto grabado                   | [ 113 ] |
| 2016 | Bridget Jones's Baby                           | Él mismo          |                                     | [ 114 ] |
| 2016 | Popstar: Never Stop Never Stopping             | Él mismo          | Sin acreditar                       | [ 115 ] |
| 2017 | Game of Thrones                                | Soldado Lannister | Episodio: "Dragonstone"             | [ 116 ] |
| 2018 | The Simpsons                                   | Brendan (voz)     | Episode: "Haw-Haw Land"             | [ 117 ] |
| 2018 | Songwriter                                     | Él mismo          | Película documental                 | [ 118 ] |
| 2019 | Yesterday                                      | Él mismo          |                                     | [ 119 ] |
| 2019 | Modern Love                                    | Mick              | Episodio: "Hers was a World of One" | [ 120 ] |
| 2019 | Star Wars: El ascenso de Skywalker             | Alien             | Cameo                               | [ 121 ] |
| 2021 | Red Notice                                     | Él mismo          | Cameo                               | [ 122 ] |

## Discografía
- + (2011)
- × (2014)
- ÷ (2017)
- No. 6 Collaborations Project (2019)
- = (2021)
- - (2023)
- Autumn Variations (2023)
- Play (2025)

## Giras musicales
Propias
- + Tour (2011-2013)
- x Tour (2014-2015)
- ÷ Tour (2017-2019)
- +-=÷x Tour (2022)

Acto de apertura
- Fallen Empires Tour (como telonero de Snow Patrol en ciertas fechas de 2012)
- Red Tour (como telonero de Taylor Swift en 2013)